# امیلیو اچواریا
امیلیو اچواریا (انگلیسی: Emilio Echevarría; ۳ ژوئیهٔ ۱۹۴۴ – ۴ ژانویهٔ ۲۰۲۵) بازیگر اهل مکزیک بود. وی بین سال‌های ۱۹۷۸ تا ۲۰۲۴ میلادی فعالیت می‌کرد.
از فیلم‌ها یا برنامه‌های تلویزیونی که وی در آن نقش داشته است می‌توان به روزی دیگر بمیر، و مادرت را هم، بابل، عشق سگی، و آلامو اشاره کرد.